# Nothofagus aequilateralis
Espèce
Classification phylogénétique
Nothofagus aequilateralis est une espèce de la famille des Fagaceae selon la classification classique, ou de celle des Nothofagaceae selon la classification phylogénétique.
Elle pousse dans le centre et dans les montagnes du sud de la Nouvelle-Calédonie. On la rencontre à des altitudes allant de 150 à 1250 m. Elle est la plus répandue et la plus fréquente des espèces de Nouvelle-Calédonie. C'est un arbre d'environ 20 m. Les feuilles sont persistantes, alternes, elliptiques ou oblongues, simples, régulières, assez grandes et surtout allongées, brièvement pétiolées, entières, atténuées à la base, légèrement apiculées à l'apex ou obtuses, à nervation secondaire assez apparente et très régulière. Les fruits sont des cupules uniflores et bivalves qui renferment un akène ailé.